# لي سينوت
لي سينوت (بالإنجليزية: Lee Sinnott)‏ هو لاعب كرة قدم ومدرب كرة قدم بريطاني في مركز الدفاع، ولد في 12 يوليو 1965 في Aldridge ‏ في المملكة المتحدة. شارك مع منتخب إنجلترا تحت 21 سنة لكرة القدم. أما مع النوادي، فقد لعب مع أولدهام أثلتيك وبرادفورد سيتي وكريستال بالاس ونادي سكاربورو ونادي واتفورد ونادي والسول وهدرسفيلد تاون.

## وصلات خارجية
- لي سينوت على موقع قاعدة بيانات كرة القدم.إي يو (الإنجليزية)
- لي سينوت على موقع Soccerbase.com (لاعب) (الإنجليزية)
- لي سينوت على موقع Soccerbase.com (مدرب) (الإنجليزية)
- لي سينوت على موقع عالم كرة القدم.نت (الإنجليزية)